# Leucochrysa benoisti
Leucochrysa benoisti är en insektsart som beskrevs av Navás 1933. Leucochrysa benoisti ingår i släktet Leucochrysa och familjen guldögonsländor. Inga underarter finns listade i Catalogue of Life.